# Східно-Чеська область
Східно-Чеська область (чеськ. Východočeský kraj) — колишня адміністративно-територіальна одиниця Чехії в складі Чехословаччини утворена 11 квітня 1960 року. Площа становила 11,2 тисяч км². Населення 1 244 000 чоловік (1986). Адміністративний центр — місто Градец-Кралове.
З утворенням у 1993 році незалежної Чехії, в країні утворився у 2000 новий адміністративно-територіальний поділ.

## Економіка
Область була промислово розвиненим районом; на неї припадало 8,7% загальнонаціональної валової промислової продукції (1968). Було значне енергетичне господарство — ТЕЦ в м. Опатовиці і у м. Трутнов, поблизу якого видобуток кам'яного вугілля (0,7 мільйонів тонн в 1968 році). В області було зосереджено близько 1/3 текстильної, головним чином бавовняної і лляної, промисловості країни. Переважно невеликі текстильні підприємства, розташовувались у передгірній смузі в містах: Двур-Кралове, Наход, Упіце, Усті-на-Орлица, Яромерж та інших. Були широко представлені виробництво (до 1/6 національної продукції; основний центр — Пардубіце); машинобудування, що мало загальнодержавне значення (Градец-Кралове, Пардубіце); були розвинені лісова і харчова промисловість. 
У рівнинній частині сільське господарство було зерново-бурякового і м'ясо-молочного напрямку. Східно-Чеська область давала 11,2% сільськогосподарської продукції ЧССР.